# Thalheim
Thalheim es una comuna suiza del cantón de Argovia, situada en el distrito de Brugg. Limita al norte con la comuna de Zeihen, al este con Schinznach, al sur con Auenstein, Biberstein y Küttigen, y al occidente con Densbüren.

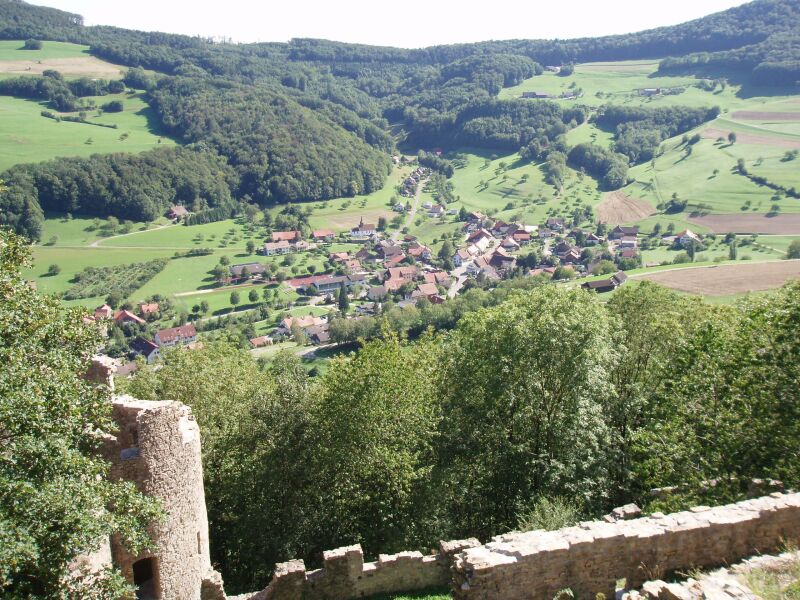
Thalheim